# Alexandre Mérieux
Alexandre Mérieux, né le 15 janvier 1974 à Lyon, est le président-directeur général du groupe BioMérieux.

## Biographie

### Famille et formation
Alexandre Mérieux est le troisième fils d'Alain Mérieux, et le dernier survivant depuis 2006, après la disparition prématurée de ses deux frères, Rodolphe et Christophe.
Marié depuis 2003, il a trois enfants.
Il suit trois ans d'études à HEC Montréal.

### Carrière professionnelle
Alexandre Mérieux passe ensuite deux ans à Chicago dans l'entité du groupe Mérieux qui réalise des analyses alimentaires, Silliker, où il s'occupe de marketing. Il rentre à Paris en 2001 et s'occupe d'aspects industriels dans le groupe et dirige les analyses agroalimentaires.
Il entre au comité de direction de BioMérieux en 2005. De 2005 à 2011 il s'occupe des aspects industriels, du contrôle microbiologique, de la cosmétique et de la pharmacie. À cette époque, il lance Mérieux Développement, structure dotée de 70 millions d'euros sur cinq ans, pour investir dans des start-ups. Il dirige l'unité microbiologique de la société de 2011 à 2014.
À partir de 2014, il est l'adjoint de son père et du président-directeur général, Jean-Luc Bélingard. Il s'occupe de l'acquisition de l'américain BioFire en 2014. Il est nommé président-directeur général du groupe en décembre 2017.

## Pour approfondir